# 清水站 (甘肃省)
清水站位于甘肃省酒泉市肃州区清水镇，建于1955年。距兰州站684公里，距乌西站1228公里。现为三等站。客运办理旅客乘降；行李、包裹托运；货运办理整车、零担货物发到;不办理罐装危险货物到达；不办理整车爆炸品及整车一级氧化剂发到。